# Johnny Appleseed
Johnny Appleseed (født 26. september 1774, død 18. marts 1845) var en amerikansk pioner-gartner og missionær. Han hed oprindeligt John Chapman. Han introducerede æblet til delstaterne Ohio, Indiana og Illinois, og blev kendt på sin venlige opførsel og gode taleevner. Han er blevet portrætteret i en række kunstneriske værker.